# Монастир Хневанк

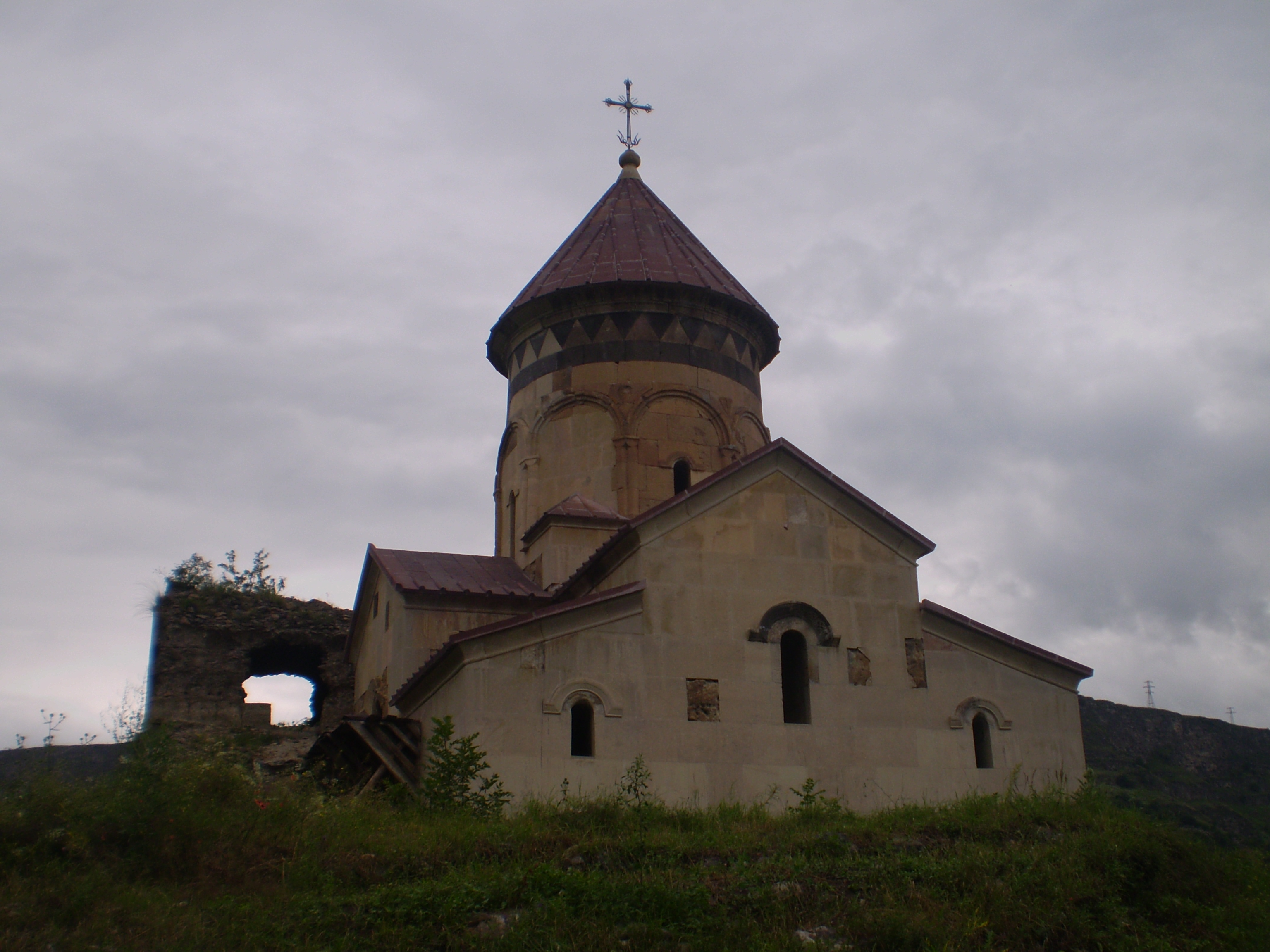
Хневанк після реконструкції

Монастир Хневанк (вірм. Հնեվանք) — монастир біля селища Куртан, марз Лорі, Вірменії. Розташований на правому березі річки Дзорагет за 40 км від Степанавана.
Монастир споруджений в VII столітті, у XII столітті перебудований у стилі архітектури того часу. Нині на реставрації.

## Галерея

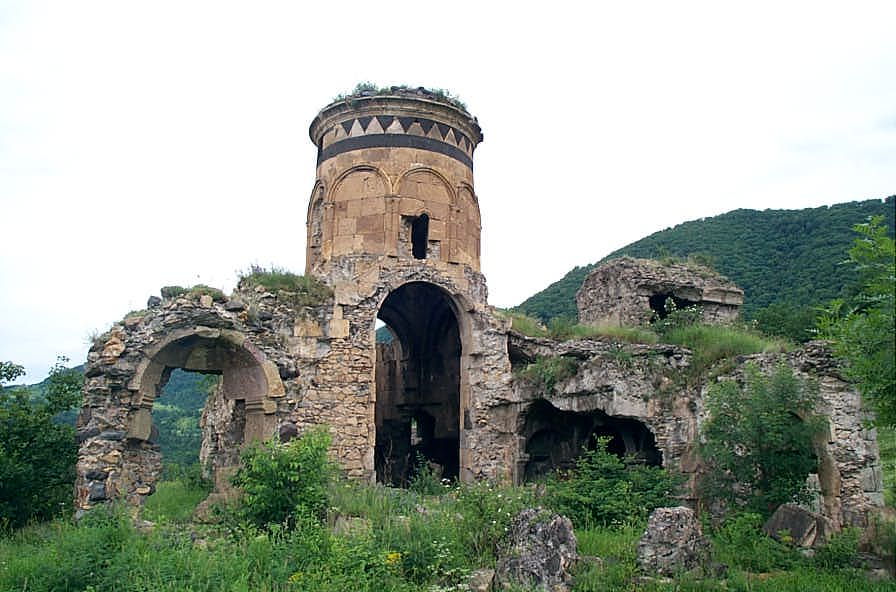
Хневанк до реконструкції
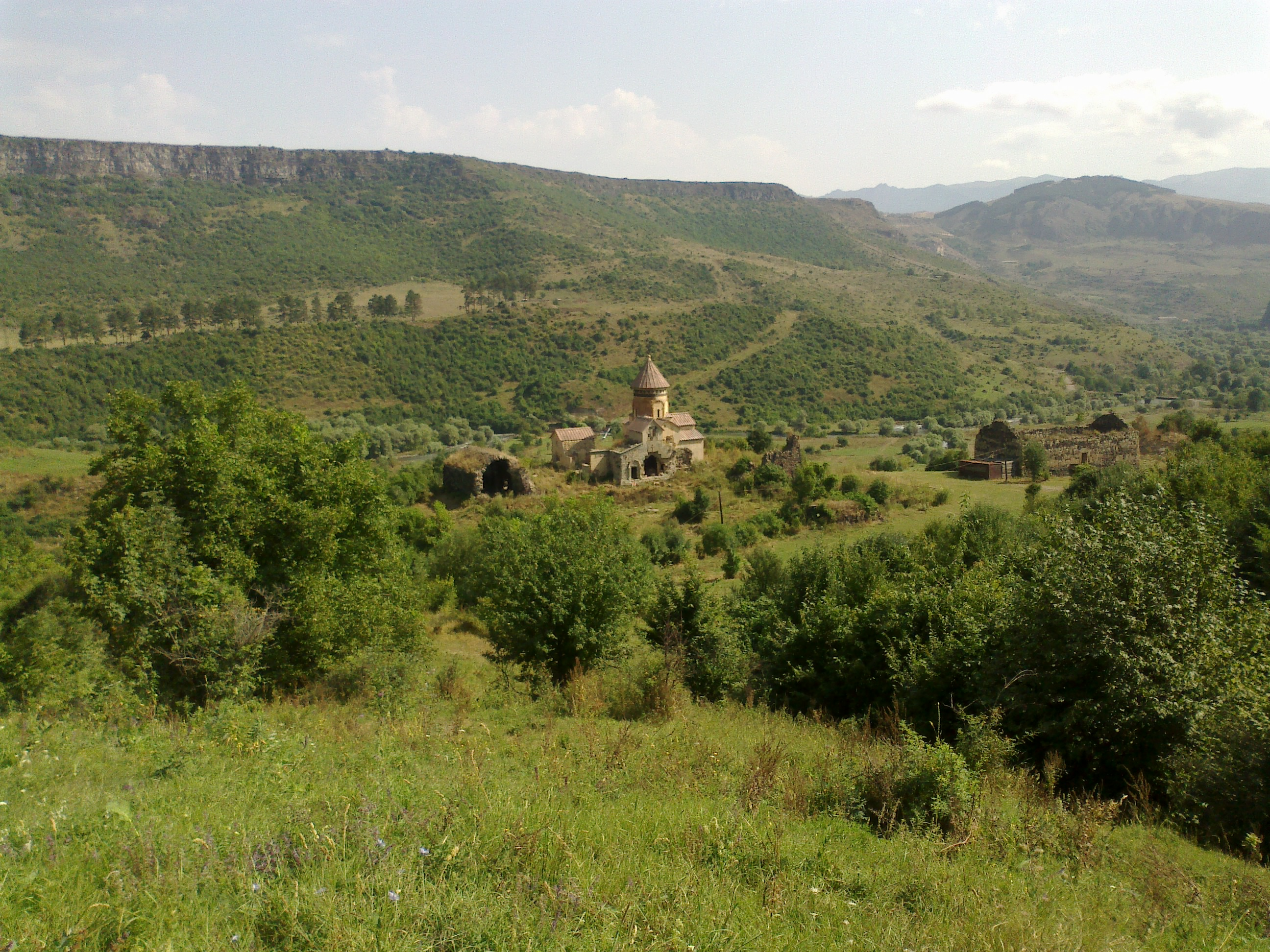
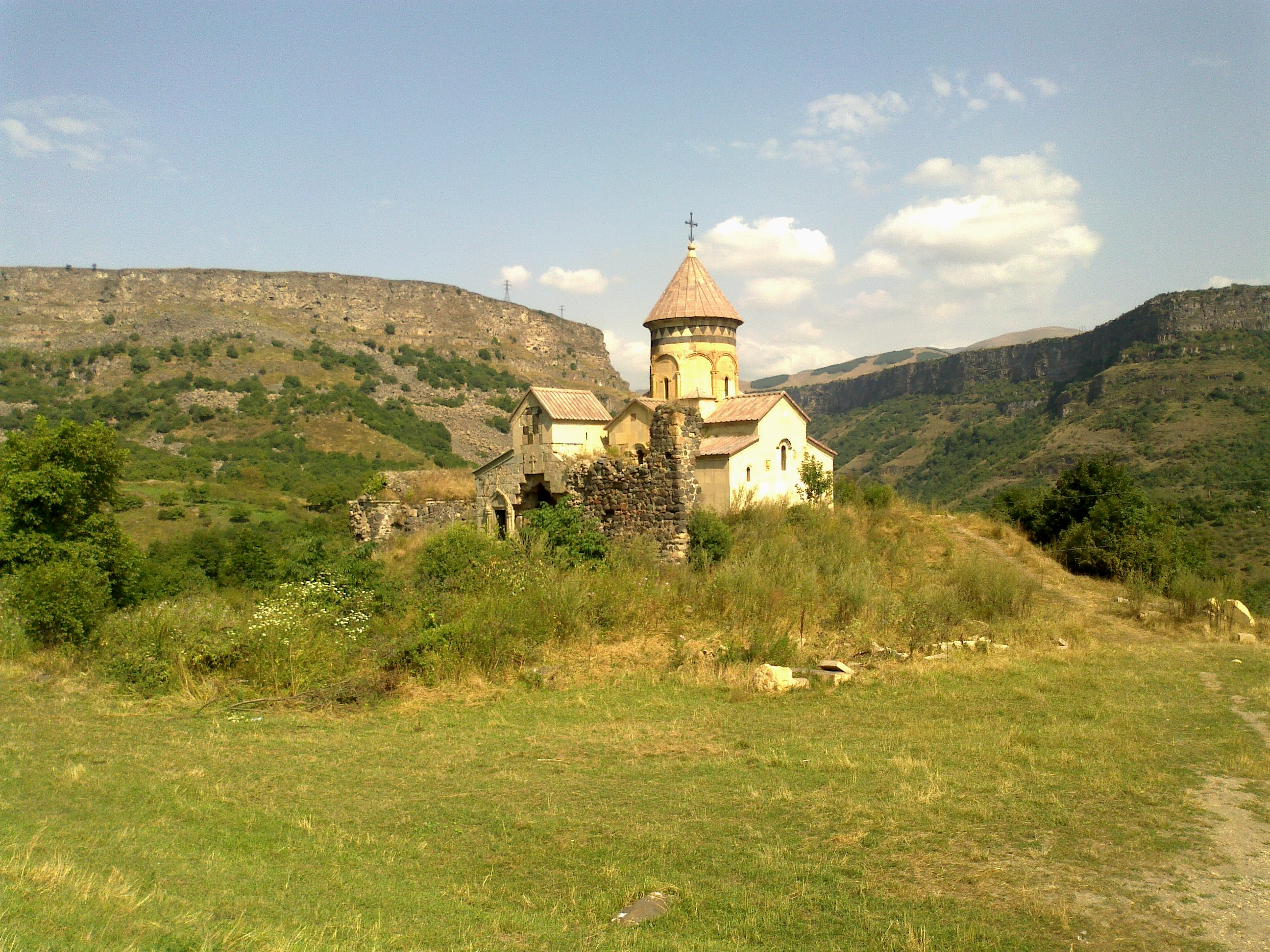